# Hesionura coineaui
Hesionura coineaui är en ringmaskart som först beskrevs av Laubier 1962.  Hesionura coineaui ingår i släktet Hesionura och familjen Phyllodocidae.

## Underarter
Arten delas in i följande underarter:
- H. c. difficilis
- H. c. longissima